# Tamaricella reaumuriae
Tamaricella reaumuriae är en insektsart som först beskrevs av Dlabola 1967.  Tamaricella reaumuriae ingår i släktet Tamaricella och familjen dvärgstritar.
Artens utbredningsområde är Mongoliet. Inga underarter finns listade i Catalogue of Life.